# Nigerordenen
Nigerordenen er den ene af de to nigerianske ordener, som blev indstiftet i 1964, året efter institueringen af den nigerianske republik. Den anden er Orden for den føderale republik.
Efter britisk eksempel findes følgende gradinddelinger af ordenen:
- Storkommandør af Nigerordenen (GCON)
- Kommandør af Nigerordenen (CON)
- Officer af Nigerordenen (OON)
- Medlem af Nigerordenen (MON)

Alle landets vicepræsidenter udnævnes automatisk til storkommandører af Nigerordenen (præsidenterne udnævnes tilsvarende til storkommandører af Orden for den føderale republik). Formanden for landets højesteret samt formanden for parlamentet udnævnes til kommandører af Nigerordenen. Andre kan tildeles ordenen, som har henholdsvis en civil og en militær linje. Man ser forskel på de to linjer i det bånd, der hører til ordenen: For de militære ordener er der en smal lodret stribe i midten af båndet.